# Sila
Síla (oznaka F) je v fiziki količina, ki povzroča, da telo pospešuje in mu spreminja njegov hitrostni vektor. Veljavna izpeljana enota za silo je newton. Prvi je silo opisal Arhimed, matematično pa jo je podrobno opisal Newton z zakoni gibanja. Celotna sila na točkasto telo v določenem trenutku in legi je določena s stopnjo spremembe njegove gibalne količine:
{\displaystyle {\vec {\mathbf {F} }}=\lim _{t\to 0}{m{\vec {\mathbf {v} }}-m{\vec {\mathbf {v} }}_{0} \over t}\!\,,}
kjer je m vztrajnostna masa točkastega telesa, v0 njegova začetna hitrost, v njegova končna hitrost in t čas od začetnega do končnega stanja.
Ker je sila kovariantna vektorska količina, se jo lahko razstavi na njene komponente. Vektorska vsota teh komponent je enaka izvorni sili.
Masa telesa pomnožena z njegovo hitrostjo določa njegovo gibalno količino G. Zgornje navedbe se lahko združijo v:   
{\displaystyle {\vec {\mathbf {F} }}={\Delta {\vec {\mathbf {G} }} \over \Delta t}\!\,.}
Če F ni konstantna v Δt, potem gre za povprečno silo v določenem času. Sila je s sunkom zunanjih sil določena z diferencialno obliko izreka o gibalni količini:
{\displaystyle {\vec {\mathbf {F} }}={d{\vec {\mathbf {G} }} \over dt}\!\,.}
Kadar je ({\displaystyle {\vec {\mathbf {F} }}=0}), na telo ne deluje nobena zunanja sila, telo tedaj ali miruje, če je že prej mirovalo ({\displaystyle {\vec {\mathbf {v} }}=0}), ali pa se giblje enakomerno s konstantno hitrostjo ({\displaystyle {\vec {\mathbf {v} }}={\hbox{konst}}}). Mirujoča telesa, katerih vsota vseh zunanjih sil je enaka nič ({\displaystyle \Sigma {\vec {\mathbf {F} }}_{i}=0}), obravnava statika.
Mnogim silam je pridruženo polje potencialne energije. Na gravitacijsko silo se lahko, na primer, gleda kot na delovanje gravitacijskega polja v okolici telesa. Takšno skalarno polje potencialne energije je določeno kot polje, katerega gradient je enak negativni vrednosti sile, delujoči v vsaki točki polja:
{\displaystyle {\vec {\mathbf {F} }}=-\nabla \Phi \!\,.}
V večini razlag mehanike silo po navadi določijo naznačeno v obliki pripadajočih enačb. Nekateri fiziki, filozofi in matematiki, kot so Mach, Truesdell in Noll, ne odobravajo takšnega pristopa in si prizadevajo za eksplicitnejšo določitev sile. Del teh problemov je za gravitacijsko silo rešila Einsteinova splošna teorija relativnosti, kjer potencialno polje ni več skalarno.

## Enote za merjenje sile
Mednarodni sistem enot predpisuje za silo enoto newton. Druge enote za silo so še dina, kilopond.
V inženirski praksi včasih nepravilno še vedno uporabljajo kot enoto za silo tono, namesto na primer dovoljene izpeljane enote SI kN.
V tabelah staro enoto kilopond priročno zamenjajo s številčno enako veliko enoto daN.
| p · p · u · z                                                 | newton (SI enota) | dina         | kilopond           | pound-force         | poundal             |
| ------------------------------------------------------------- | ----------------- | ------------ | ------------------ | ------------------- | ------------------- |
| 1 N                                                           | ≡ 1 kg⋅m/s2       | = 105 dyn    | ≈ 0.10197 kp       | ≈ 0.22481 lbf       | ≈ 7.2330 pdl        |
| 1 dyn                                                         | = 10−5 N          | ≡ 1 g⋅cm/s2  | ≈ 1.0197 × 10−6 kp | ≈ 2.2481 × 10−6 lbf | ≈ 7.2330 × 10−5 pdl |
| 1 kp                                                          | = 9.80665 N       | = 980665 dyn | ≡ gn⋅(1 kg)        | ≈ 2.2046 lbf        | ≈ 70.932 pdl        |
| 1 lbf                                                         | ≈ 4.448222 N      | ≈ 444822 dyn | ≈ 0.45359 kp       | ≡ gn⋅(1 lb)         | ≈ 32.174 pdl        |
| 1 pdl                                                         | ≈ 0.138255 N      | ≈ 13825 dyn  | ≈ 0.014098 kp      | ≈ 0.031081 lbf      | ≡ 1 lb⋅ft/s2        |
| Vrednost gn je uporabljena kot v uradni definiciji kiloponda. |                   |              |                    |                     |                     |